# Центральноевропейское летнее время
| светло-синий   | западноевропейское время / среднее время по Гринвичу (UTC+0)                                                                        |
| синий          | западноевропейское время / среднее время по Гринвичу (UTC+0) западноевропейское летнее время / ирландское стандартное время (UTC+1) |
| красный        | центральноевропейское время (UTC+1) центральноевропейское летнее время (UTC+2)                                                      |
| жёлтый         | восточноевропейское время / калининградское время (UTC+2)                                                                           |
| хаки           | восточноевропейское время (UTC+2) восточноевропейское летнее время (UTC+3)                                                          |
| светло-зелёный | московское время / турецкое время (UTC+3)                                                                                           |
| светло-голубой | азербайджанское время / армянское время / грузинское время / самарское время (UTC+4)                                                |

Центральноевропе́йское ле́тнее вре́мя (CEST, англ. Central European Summer Time) — одно из названий 2-го часового пояса (UTC+2). Центральноевропейское летнее время на два часа опережает всемирное координированное время (UTC). Оно используется в качестве летнего времени (перевод стрелок на час вперёд) в большинстве европейских стран.

## География
Следующие страны и территории используют центральноевропейское летнее время между 1:00 UTC последнего воскресенья марта и 1:00 UTC последнего воскресенья октября:
- Австрия
- Албания
- Андорра
- Бельгия
- Босния и Герцеговина
- Ватикан
- Венгрия
- Германия
- Гибралтар
- Дания (метрополия)
- Испания (кроме Канарских островов)
- Италия
- Лихтенштейн
- Люксембург
- Северная Македония
- Мальта
- Монако
- Нидерланды (метрополия)
- Норвегия
- Польша
- Сан-Марино
- Сербия
- Словакия
- Словения
- Франция (метрополия)
- Хорватия
- Черногория
- Чехия
- Швейцария
- Швеция